# Tabaga (okręg miejski Jakucka)
Tabaga (ros. Табага) – wieś w Rosji, w Jakucji, w okręgu miejskim Jakucka. W 2010 liczyła 3360 mieszkańców.